# Neu-Eichenberg
Neu-Eichenberg település Németországban, Hessen tartományban. Lakosainak száma 1802 fő (2023. december 31.).

## Népesség
A település népességének változása:
| Lakosok száma | 1827 | 1826 | 1811 | 1808 | 1802 |
|               | 2014 | 2019 | 2021 | 2022 | 2023 |